# Johannes Vingboons

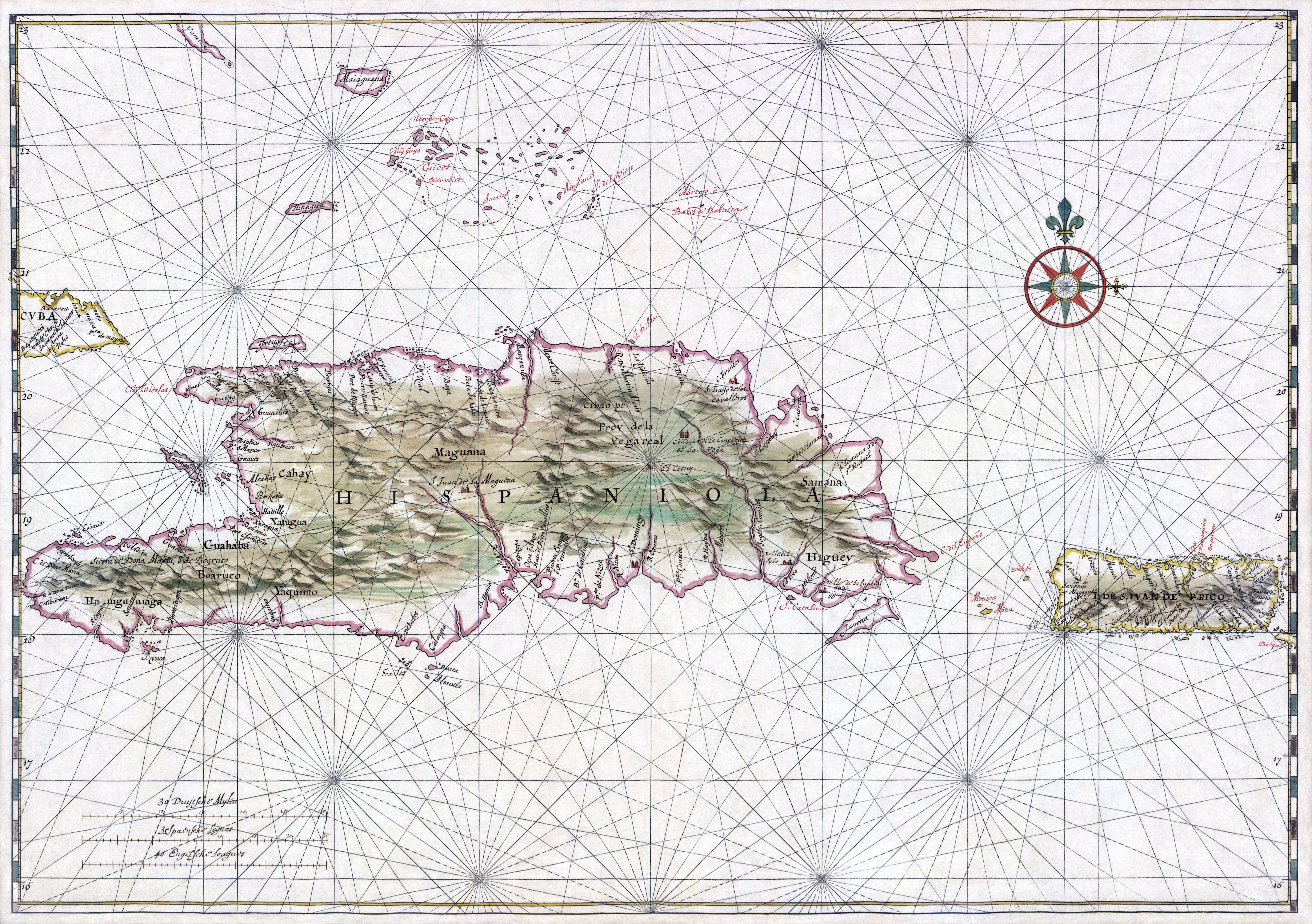
Karta av Hispaniola och Puerto Rico, 1639

Johannes Vingboons, född 1616/1617 i Amsterdam, död 20 juli 1670, var en nederländsk kartograf och målare.

## Biografi
Vingboons föddes i en konstnärsfamilj, hans far David Vinckboons (1576-1632) var en framgångsrik målare och två av hans fem bröder var arkitekter, Philip Vingboons och Justus Vingboons. Johannes förblev ogift och levde med stora delar av familjen i Sint Antoniesbreestraat i Amsterdam. Han började skapa teckningar, kartor och målningar för fadern.
Efter faderns död bildade bröderna Vingboons ett familjeföretag där Johannes var ansvarig för kartor och jordglober, men han fick hjälp av andra familjemedlemmar. Från 1640 till döden utförde Johannes karteringar och målningar för boktryckaren och publicisten Joan Blaeu.

## Verk
Som kartograf följde Vingboons den traditionella linjen. Han blev huvudsakligen känd för flera utmärkta kartor gjort i akvarell. Hans kartor var baserade på noggrann forskning där han fick hjälp av resande av Holländska Ostindiska Kompaniet samt av Nederländska Västindiska Kompaniet. Vingboons återgav flera exotiska öar och många av dessa verk är de första kända kartografiska avbildningar av dessa regioner.
Den största kartsamlingen, en serie av 130 akvareller bunden i tre atlaser köptes 1654 av den svenska drottningen Kristina. Efter hennes död hamnade de i påven Alexander VIII:s ägo och finns nu i biblioteket av Vatikanen. Den näst största samlingen med över hundra kartor tillhör idag det nederländska nationalarkivet i Haag. Ett litet antal akvareller finns nu i familjen Medicis i Florens. Fyra signerade världskartor på pergament tillhör Nederländernas sjöfartsmuseum i Amsterdam.